# Sorbonne-Erklärung
Die Bologna-Erklärung („Der Europäische Hochschulraum. Gemeinsame Erklärung der Europäischen Bildungsminister, 19. Juni 1999, Bologna“) ist eine freiwillige Selbstverpflichtung zur Schaffung eines gemeinsamen Europäischen Hochschulraums.

## Sorbonne-Erklärung
1988 wurde die Magna Charta Universitatum von Bologna als Vision für die Entwicklung der Hochschulen und Universitäten in Europa entwickelt. Diese Charta haben die Bildungsminister Luigi Berlinguer aus Italien, Claude Allègre aus Frankreich, Jürgen Rüttgers aus Deutschland und Baronin Tessa Blackstone aus Großbritannien in Paris die so genannte „Sorbonne-Erklärung“ über eine gemeinsame europäische Hochschulpolitik am 25. Mai 1998 spezifiziert. Der wesentliche Inhalt dieser „Sorbonne-Erklärung“ ist:
- Gestaltung eines Rahmens für Lehren und Lernen in Europa, der Mobilität und eine immer engere Zusammenarbeit ermöglicht,
- Einheitliche Anerkennung von Studienleistungen vor dem Hintergrund des „lebenslangen Lernens“,
- ein übergeordnetes Studiensystem mit zwei Stufen: „undergraduate“ und „graduate“,
- die Einführung von sogenannten „Credit-Points“ in Form von oder ähnlich den ECTS-Schemata („European Credit Transfer and accumulation System“).

Den europäischen Amtskollegen Berlinguer, Allegre, Rüttgers und Blackstone wurde 2004 für die Verdienste für die europäische Bildung und Forschung die Ehrendoktorwürde der Universität Roma Tre in Rom verliehen.

## Bologna-Erklärung
Aufbauend auf der visionären „Sorbonne-Erklärung“ wurde die umfassendere Bologna-Erklärung („Der Europäische Hochschulraum. Gemeinsame Erklärung der Europäischen Bildungsminister, 19. Juni 1999, Bologna“) als eine freiwillige Selbstverpflichtung, welche die Bildungsminister von ursprünglich 29 Staaten zur Schaffung eines Europäischen Hochschulraums bis zum Jahr 2010 unterzeichnet haben. Sie bildet den Kern des sogenannten Bologna-Prozesses zur Vergleichbarkeit des Hochschulwesens in Europa, dem sich mittlerweile 49 Staaten angeschlossen haben.
Zur Förderung der Mobilität und arbeitsmarktbezogenen Qualifizierung der europäischen Bürger sowie zur Stärkung der internationalen Wettbewerbsfähigkeit des europäischen Hochschulsystems und zur Entwicklung des europäischen Kontinents sollen folgende Maßnahmen umgesetzt werden:
- die Einführung eines Systems leicht verständlicher und vergleichbarer Abschlüsse (einschließlich Diploma Supplement)
- die Einführung eines zweistufigen Systems von Studienabschlüssen (undergraduate/graduate)
- die Einführung eines Leistungspunkte systems (ähnlich dem ECTS-Modell)
- die Förderung der Mobilität von Studierenden und Lehrenden
- die Förderung der europäischen Zusammenarbeit bei der Qualitätssicherung, sowie
- die Förderung der europäischen Dimension in der Hochschulausbildung.

Weiterhin wurde die Zusammenarbeit auf Regierungsebene und mit europäischen Nichtregierungsorganisationen auf dem Gebiet der Hochschulen beschlossen. Ein erneutes Treffen innerhalb von spätestens zwei Jahren wurde vereinbart, um die bis dahin erzielten Fortschritte und die dann zu ergreifenden Maßnahmen zu bewerten.
Auf der Bologna-Erklärung bauen das Prager Communiqué (2001), das Berliner Communiqué (2003), das Bergener Communiqué (2005) und das Londoner Communiqué (2007) auf. Die nächste der insgesamt so genannten „Bologna-Konferenzen“ fand 2009 in Löwen statt.
Die Bologna-Erklärung wurde von den Bildungsministern folgender Staaten unterzeichnet: Belgien, Bulgarien, Dänemark, Deutschland, Estland, Finnland, Frankreich, Griechenland, Irland, Island, Italien, Lettland, Litauen, Luxemburg, Malta, Niederlande, Norwegen, Österreich, Polen, Portugal, Rumänien, Russische Föderation (2003), Slowenien, Slowakei, Schweden, Spanien, Schweiz, Tschechien, Ungarn, Vereinigtes Königreich.